# Pandanus dyeri
Pandanus dyeri är en enhjärtbladig växtart som beskrevs av Henry Frederick Conrad Sander. Pandanus dyeri ingår i släktet Pandanus och familjen Pandanaceae.
Artens utbredningsområde är Queensland. Inga underarter finns listade.